# پهلوان بابا
پهلوان بابا فیلمی به کارگردانی اکبر هاشمی و نویسندگی ابوالقاسم ملکوتی محصول سال ۱۳۵۰ است.

## بازیگران
- علی زندی
- خلیل عقاب
- طاهره غفاری
- لیلا بهاران
- رضوان
- پاتراس
- احمد رحیمیان
- اکبر مهاجر
- احمد مهاجر
- اکبر هاشمی